# 1. deild Wysp Owczych (2002)
W roku 2002 odbyła się 60. edycja 1. deild (obecnie Formuladeildin), czyli pierwszej ligi archipelagu Wysp Owczych w piłce nożnej mężczyzn. Tytułu mistrzowskiego bronił klub B36 Tórshavn, jednak musiał ustąpić pierwszego miejsca drużynie z tego samego miasta – HB Tórshavn, która świętowała wtedy swój szesnasty tytuł.

## Przebieg
Podobnie, jak obecnie, w roku 2002 w rozgrywkach pierwszoligowych na Wyspach Owczych brało udział dziesięć klubów z całego archipelagu. Dawniej liczba zespołów w lidze ulegała częstym zmianom, jednak ustabilizowała się w sezonie 1988, kiedy ich liczbę zwiększono z ośmiu. Od sezonu 1976 zespoły są relegowane do niższej ligi. Obecnie spadają oba kluby z dwóch ostatnich miejsc, jednak w roku 2002 obowiązywała jeszcze zasada mówiąca, że przedostatni może obronić się przed spadkiem w meczach barażowych z zespołem z drugiego miejsca w 2. deild. W tym sezonie EB/Streymur wygrał dwumecz z B71 Sandoy 4:1 (1:0, 3:1) i pozostał w pierwszej lidze.
HB Tórshavn, który poprzednio zajął słabą, siódmą pozycję, został mistrzem archipelagu, a wicemistrzem, z pozycji piątej stał się NSÍ Runavík. Trzecie miejsce zajął KÍ Klaksvík, poprzednio obejmujący pozycję szóstą. Czwarte miejsce, z drugiego, przypadło GÍ Gøta, a piąte, z pierwszego B36 Tórshavn. Szóste miejsce przypadło B68 Toftir (poprzednio trzecie), siódme VB Vágur (poprzednio czwarte), a ósme nowemu w lidze, Skála ÍF. Dziewiąte miejsce zajął EB/Streymur (poprzednio ósmy), a ostatnie, spadkowe, TB Tvøroyri, który ostatnio grał w pierwszej lidze w roku 1996.
Królem strzelców tego turnieju został zawodnik HB Tórshavn, który do dziś rozgrywa mecze w reprezentacji Wysp Owczych, Andrew av Fløtum, z dorobkiem osiemnastu goli.
Za każde zwycięstwo w roku 2002 przyznawano trzy punkty. Zasadę tę wprowadzono w roku 1995.
Za osiągnięcia w sezonie 2002 kluby z Wysp Owczych uzyskały prawo gry w rozgrywkach europejskich. Mistrz archipelagu, HB Tórshavn, uzyskał prawo gry w Lidze Mistrzów 2003/2004, gdzie uległ w dwumeczu litewskiemu FBK Kowno 1:5 (0:1, 1:4). Gola dla HB strzelił Rógvi Jacobsen. Drugi klub NSÍ Runavík i trzeci KÍ Klaksvík zagrały w Pucharze UEFA 2003/2004. Pierwszy z nich uległ norweskiemu Lyn Fotball 1:9 (1:3, 0:6), a drugi Molde FK 0:6 (0:2, 0:4). Jedynego gola dla Farerczyków zdobył Debes Danielsen. Ostatnim klubem, który wziął udział w rozgrywkach europejskich był GÍ Gøta, który zagrał w Pucharze Intertoto 2003. Odpadł po dwumeczu z mołdawskim Dacia Kiszyniów przegranym 1:5 (1:4, 0:1).

### Tabela ligowa
| Lp. | Drużyna         | M  | Z  | R | P  | Bramki | Bramki | Różn. | Pkt | Uwagi                                       |
| --- | --------------- | -- | -- | - | -- | ------ | ------ | ----- | --- | ------------------------------------------- |
| 1   | HB Tórshavn (M) | 18 | 13 | 2 | 3  | 52     | 19     | +33   | 41  | Liga Mistrzów UEFA • I runda kwalifikacyjna |
| 2   | NSÍ Runavík     | 18 | 11 | 3 | 4  | 38     | 21     | +17   | 36  | Puchar UEFA • Runda kwalifikacyjna1         |
| 3   | KÍ Klaksvík     | 18 | 10 | 3 | 5  | 45     | 25     | +20   | 33  | Puchar UEFA • Runda kwalifikacyjna1         |
| 4   | GÍ Gøta         | 18 | 10 | 2 | 6  | 33     | 30     | +3    | 32  | Puchar Intertoto • I runda                  |
| 5   | B36 Tórshavn    | 18 | 9  | 5 | 4  | 55     | 27     | +28   | 32  |                                             |
| 6   | B68 Toftir      | 18 | 7  | 5 | 6  | 28     | 28     | 0     | 26  |                                             |
| 7   | VB Vágur        | 18 | 6  | 4 | 8  | 18     | 24     | −6    | 22  |                                             |
| 8   | Skála ÍF        | 18 | 3  | 4 | 11 | 23     | 41     | −18   | 13  |                                             |
| 9   | EB/Streymur     | 18 | 3  | 3 | 12 | 19     | 42     | −23   | 12  | Baraże o 1. deild                           |
| 10  | TB Tvøroyri (S) | 18 | 1  | 3 | 14 | 18     | 72     | −54   | 6   | Spadek do 2. deild                          |

### Wyniki
| Gospodarz \ Gość | B36 | B68 | EBS | GÍ  | HB  | KÍ  | NSÍ | SKÁ | TB  | VB  |
| B36 Tórshavn     |     | 4:0 | 7:2 | 2:3 | 1:2 | 3:3 | 1:3 | 6:0 | 2:1 | 6:0 |
| B68 Toftir       | 1:4 |     | 2:1 | 1:1 | 1:1 | 2:0 | 1:1 | 2:3 | 0:0 | 4:0 |
| EB/Streymur      | 1:1 | 3:3 |     | 1:2 | 2:1 | 0:4 | 1:2 | 1:0 | 4:0 | 0:1 |
| GÍ Gøta          | 2:2 | 2:0 | 3:0 |     | 3:4 | 1:3 | 0:2 | 2:1 | 2:0 | 2:1 |
| HB Tórshavn      | 1:2 | 3:1 | 2:0 | 3:0 |     | 4:1 | 4:0 | 5:0 | 9:3 | 3:0 |
| KÍ Klaksvík      | 2:3 | 1:0 | 3:1 | 5:1 | 3:2 |     | 2:3 | 4:0 | 7:0 | 0:0 |
| NSÍ Runavík      | 1:1 | 1:2 | 4:0 | 3:2 | 0:2 | 0:1 |     | 3:1 | 5:1 | 1:0 |
| Skála ÍF         | 1:1 | 1:2 | 3:1 | 1:2 | 0:3 | 2:2 | 0:4 |     | 8:0 | 0:1 |
| TB Tvøroyri      | 2:8 | 1:4 | 1:1 | 0:3 | 2:3 | 1:3 | 2:5 | 2:2 |     | 1:0 |
| VB Vágur         | 2:1 | 1:2 | 3:0 | 1:2 | 0:0 | 2:1 | 0:0 | 0:0 | 6:1 |     |

Źródło: RSSSF.com
Objaśnienia:
1Drużyna gospodarzy jest wymieniona po lewej stronie tabeli.
Kolory: zielony – zwycięstwo gospodarzy, żółty – remis, różowy – zwycięstwo gości.

### Baraże o 1. deild
| 13 października 2002 | EB/Streymur        | 1:0(0:0) | B71 Sandoy | Við Margáir, Streymnes Sędzia: Lassin Isaksen |
| 13 października 2002 | Hans Samuelsen 66' | 1:0(0:0) |            | Við Margáir, Streymnes Sędzia: Lassin Isaksen |

| 17 października 2002 | B71 Sandoy                | 1:3(0:3) | EB/Streymur                           | Inni í Dal, Sandur |
| 17 października 2002 | Sławomir Radzieński 90+2' | 1:3(0:3) | 3' 27' Sorin Anghel · 39' Vindard Dam | Inni í Dal, Sandur |

Drugi mecz miał się pierwotnie odbyć 15 października, jednak został on przerwany przy wyniku 1-0, z powodu ciemności, która uniemożliwiała dokończenie spotkania. Mecz 17 października zaczęto na nowo, nie uwzględniając bramki zdobytej przez B71 Sandoy. W wyniku meczów barażowych B71 Sandoy i EB/Streymur pozostały w swoich ligach.

### Strzelcy
| Miejsce | Kraj        | Zawodnik         | Klub         | Bramki |
| ------- | ----------- | ---------------- | ------------ | ------ |
| 1       | Wyspy Owcze | Andrew av Fløtum | HB Tórshavn  | 18     |
| 2       | Wyspy Owcze | John Petersen    | B36 Tórshavn | 15     |
| 3       | Wyspy Owcze | Øssur Hansen     | B68 Toftir   | 12     |
| 3       | Wyspy Owcze | Jón Rói Jacobsen | HB Tórshavn  | 12     |
| 5       | Wyspy Owcze | Hjalgrím Eltør   | KÍ Klaksvík  | 11     |